# رو کونیموتو
رو کونیموتو (ژاپنی: 国本 玲央؛ زادهٔ ۱ سپتامبر ۲۰۰۱) یک بازیکن فوتبال اهل ژاپن است.
از باشگاه‌هایی که در آن بازی کرده‌است می‌توان به باشگاه فوتبال رینوفا یاماگوچی اشاره کرد.